# نيبال في الحرب العالمية الثانية

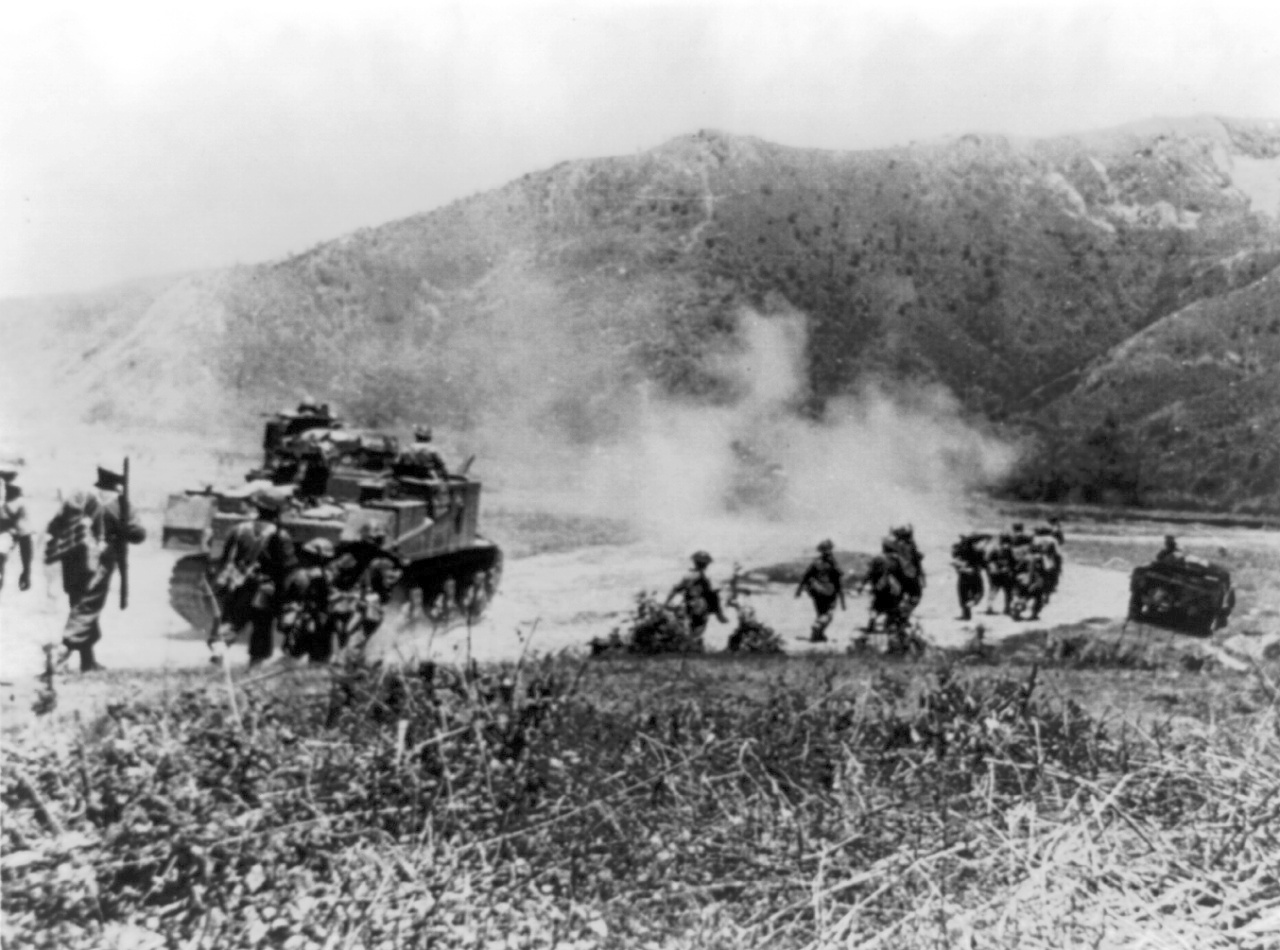
قوات الجوركا يتقدمون بالدبابات لطرد القوات اليابانية من طريق إمفال-كوهيما في بورما

بعد الغزو الألماني لبولندا، أعلنت مملكة نيبال الحرب على ألمانيا في الرابع من سبتمبر 1939. بمجرد دخول اليابان الصراع، قاتلت ستة عشر كتيبة من الجيش الملكي النيبالي على الجبهة البورمية. كما ساهمت نيبال بجانب دعهما العسكري بتوفير البنادق والمعدات العسكريّة ومئات آلاف الكيلوغرامات من الشاي والسكر والمواد الخام مثل الأخشاب لجهود الحلفاء الحربيين.
خلال الحرب العالمية الثانية، وقعت معاهدة داخلية بين نيبال وبريطانيا بشأن تعبئة الجنود النيباليين. بالإضافة إلى خوضهم القتال ضمن قوات الجيش الملكي النيبالي، قاتل النيباليون أيضًا ضمن وحدات الجوركا البريطانية وشاركوا في القتال في جميع أنحاء العالم. حيث شكلت قوات الجوركا جزءًا من قوات الاحتلال المتحالفة في اليابان.
كان من ضمن الوحدات النيبالية التي شاركت في الحرب: سري ناث، كاليبوكس، سوريا دال، نايا جوراخ، باردا بهادور، كالي بهادور، ماهيندرا دال، سكند ريفل، بهايرونج، جبار جونغ، شومشير دال، شير، ديفي دوتا، بهايراب ناث، جاغاناث، وكتائب بورانو جوراخ. كما كان هناك العديد من النيباليين رفيعي المستوى في مقر الجيش المشترك. حيث شارك كلًا من القائد العام كيران شمشر رانا والمشير نير شومشير رانا بصفتهما ضابطي اتصال وتنسيق من الجيش الملكي النيبالي.

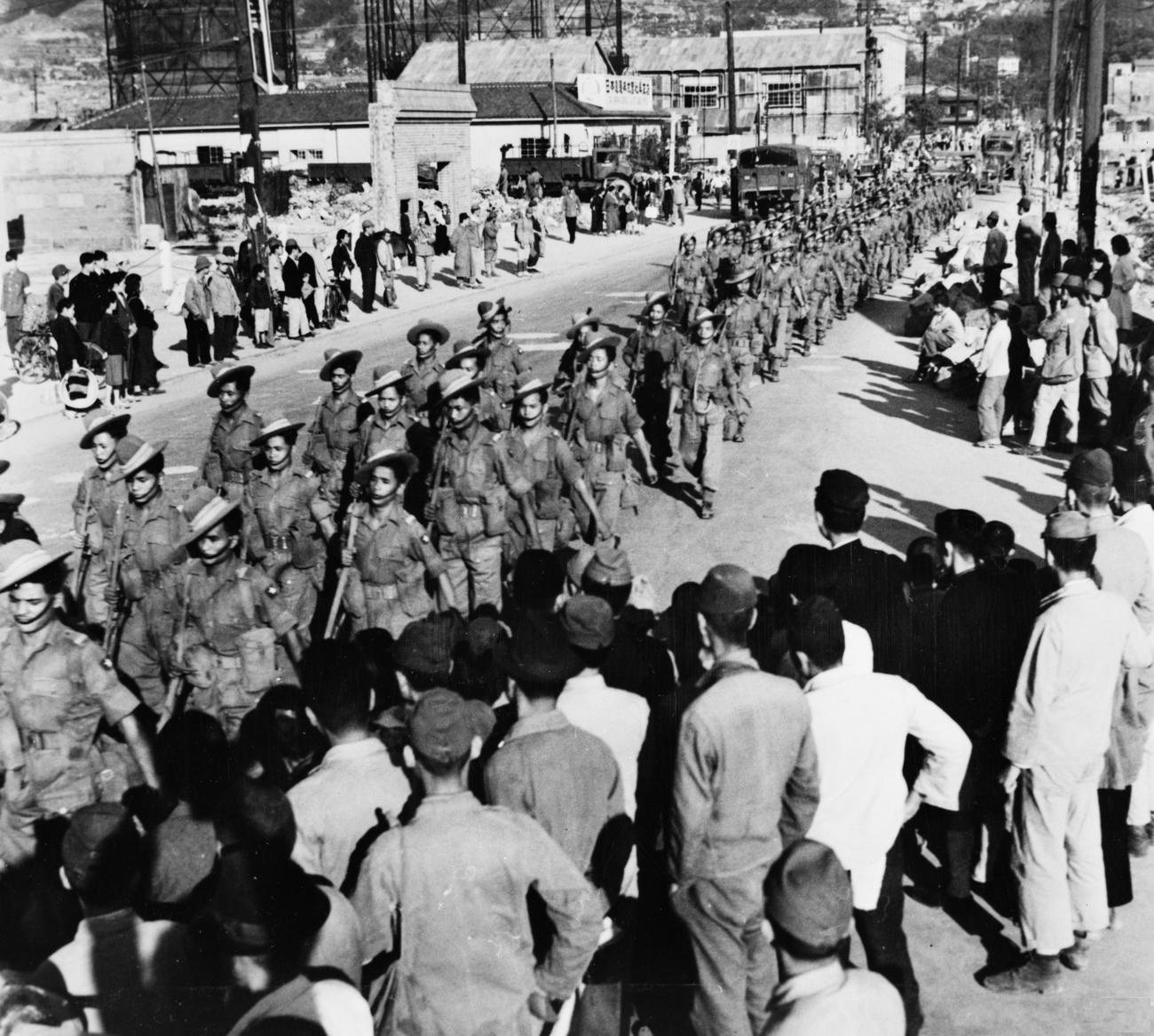
جنود الجورخا يسيرون عبر كوري باليابان كجزء من قوة الاحتلال المتحالفة.

## قراءات أخرى
- Khan، Yasmin (2015). The Raj at War: A People's History of India's Second World War. London: The Bodley Head. ISBN:9781847921208.
- Whelpton، John (2005). A History of Nepal (ط. 4th). Cambridge: Cambridge University Press. ISBN:0-52180026-9.

## روابط خارجية
- تاريخ الجيش النيبالي على الموقع الرسمي للجيش النيبالي.